# Петелии
Петелиите (gens Petelia) са плебейска фамилия в Древен Рим с когномен Либон, Визол и Балб.
Известни от тази фамилия:
- Квинт Петелий Либон Визол, децемвир 450 и 449 пр.н.е.
- Гай Петелий Либон Визол или Балб, консул 360 и 346 пр.н.е.
- Гай Петелий Либон Визол, консул 326 пр.н.е., закон Lex Poetelia Papiria
- Марк Петелий Либон, консул 314 пр.н.е.